# Pな彼女
『Pな彼女』は、2002年7月8日より12月9日まで毎週月曜日24:00 - 24:30に放送された連続ドラマである。4話完結のシリーズ作品であり、全6シリーズで構成されている。BS-iで放送した後に遅れネットでTBSでも金曜深夜25:25～25:55に放送枠を設けた。

## 概要
パチンコ店を舞台に繰り広げられるシリーズドラマである。
- 第1シリーズ「はたらきモン！」
  - 放送期間：2002年7月8日 ～ 7月29日（地上波では2002年7月19日～8月9日）
  - 出演者

佐藤仁美
山本太郎
中越典子
並川倖大
木下ほうか
小宮孝泰
豊原功補
- 第2シリーズ「一身上の都合？」
  - 放送期間：2002年8月5日 ～ 8月26日（地上波では2002年8月16日～9月6日）
  - 出演者

榎本加奈子
山本太郎
中越典子
並川倖大
木下ほうか
小宮孝泰
若原瞳
豊原功補
城後光義
杉田かおる
小幡友貴美
- 第3シリーズ「最後の夏休み」
  - 放送期間：2002年9月2日 ～ 9月23日（地上波では2002年9月13日～10月4日）
  - 出演者

吉岡美穂
伊藤雄城
高杉亘
森脇史登
大津尋葵
高木りな
竹内実生
酒井敏也
佐久間哲
赤星昇一郎
- 第4シリーズ「カルロスに憧れて」
  - 放送期間：2002年9月30日 ～ 10月21日（地上波では2002年10月11日～11月1日）
  - 出演者

山口紗弥加
井坂俊哉
山崎裕太
すほうれいこ
みのすけ
- 第5シリーズ「天使の休息」
  - 放送期間：2002年10月28日 ～ 11月18日（地上波では2002年11月8日～11月29日
  - 出演者

金子さやか
桐島優介
桜井裕美
木下ほうか
青田典子
- 第6シリーズ「セシルの奇跡」
  - 放送期間：2002年11月25日 ～ 12月9日（地上波では2002年12月6日～12月20日）、最終回は2話連続放送
  - 出演者

東野佑美
近藤芳正
有薗芳記
馬渕英里何
土屋裕一
小宮孝泰

## 主題歌
- 第1～3シリーズ：175R&SHAKA LABBITS「STAND BY YOU!!」
- 第4～6シリーズ：フーバーオーバー「チョコレート」